# Gymnocalycium
Gymnocalycium je rod jihoamerických kaktusů. Dle různých taxonomů je počet druhů 80 až 150, stále jsou nalézány nové taxony. Patří mezi oblíbené kaktusy. Ve sbírkách jsou hojně zastoupeny, pro bezproblémové a nenáročné pěstování.

## Popis
Mají kulovité tělo o průměru obvykle 4 až 15 centimetrů, vzácně až půl metru. Stonek je rozdělen do žeber, která mohou být plochá, rozdělená do hrbolů, nebo i vysoká ostrá (G. mihanovichii). Epidermis má často zbarvený,namodralý, nahnědlý, nebo matný povrch. Areoly jsou málo plstnaté a nesou trny různých tvarů, přilehlé, odstávající, přímé, prohnuté, jemné, silné. Otrnění může být velmi řídké až hrozivé a rostlinu zcela zahalující. Rostliny rostou soliterně, nebo mírně odnožují. Trsovitě roste G. bruchii.
Květy vyrůstají z areol na temeni rostliny. Poupata, květy a plody jsou holé, bez chlupů a štětin, nesou pouze šupiny. Odtud název rodu Gymno = nahý, calix = kalich. Barva květů je bílá, růžová, purpurová, mnohdy s odlišně zbarveným jícnem nebo středním proužkem na okvětních lístcích. Několik málo druhů kvete žlutě. Květní trubka je většinou dlouhá. Rostliny jsou většinou cizosprašné. Semena mají různý tvar a byla u nich poprvé rozpracována daktyloskopie semen. Kořeny mohou být svazčité, ale i řepovité.

## Rozšíření
Hlavní oblast rozšíření je Argentina, část Uruguaye, Paraguay, jižní Bolívie a část Brazílie. Vyskytují se většinou v travnatých pampách. Některé druhy se rozšířily do hor, až do výšek 2000 metrů.

## Známí pěstitelé
- Ing. František Pažout, pražský kaktusář
- JUDr. Bohumil Schütz, brněnský kaktusář

## Druhy
Klasifikace druhů rodu Gymnocalycium dle E.F.Andersona (2005)
| - Gymnocalycium alboareolatum Rausch - Gymnocalycium ambatoense Piltz - Gymnocalycium amerhauseri H.Till - Gymnocalycium andreae (Boed.) Backeb. - Gymnocalycium andreae subsp. andreae - Gymnocalycium andreae subsp. carolinense Neuhuber - Gymnocalycium andreae subsp. matznetteri Rausch - Gymnocalycium andreae var. fechseri H.Till - Gymnocalycium andreae var. longispinum Rausch - Gymnocalycium angelae Mereg. - Gymnocalycium anisitsii (K.Schum.) Britton & Rose - Gymnocalycium anisitsii subsp. anisitsii - Gymnocalycium anisitsii subsp. multiproliferum (P.J.Braun) P.J.Braun & Esteves - Gymnocalycium baldianum (Speg.) Speg. - Gymnocalycium bayrianum H.Till - Gymnocalycium berchtii Neuhuber - Gymnocalycium bodenbenderianum (Hosseus) A.Berger - Gymnocalycium bodenbenderianum subsp. bodenbenderianum - Gymnocalycium bodenbenderianum subsp. intertextum (Backeb. ex H.Till) H.Till - Gymnocalycium borthii Koop ex H.Till - Gymnocalycium bruchii (Speg.) Hosseus - Gymnocalycium buenekeri Swales - Gymnocalycium calochlorum (Boed.) Y.Itô - Gymnocalycium capillaense (Schick) Hosseus - Gymnocalycium carminanthum Borth & Koop - Gymnocalycium castellanosii Backeb. - Gymnocalycium catamarcense H.Till & W.Till - Gymnocalycium catamarcense subsp. catamarcense - Gymnocalycium catamarcense subsp. acinacispinum H.Till & W.Till - Gymnocalycium catamarcense subsp. schmidianum H.Till & W.Till - Gymnocalycium chacoense Amerh. - Gymnocalycium chiquitanum Cárdenas - Gymnocalycium delaetii (K.Schum.) Hosseus - Gymnocalycium denudatum (Link & Otto) Pfeiff. ex Mittler - Gymnocalycium erinaceum J.G.Lamb. - Gymnocalycium eurypleurum Plesník ex F.Ritter - Gymnocalycium eytianum Cárdenas - Gymnocalycium fischeri Halda, Kupčák, Lukašik & Sladk. - Gymnocalycium gaponii Neuhuber - Gymnocalycium gibbosum (Haw.) Pfeiff. ex Mittler - Gymnocalycium gibbosum subsp. gibbosum - Gymnocalycium gibbosum subsp. ferox (Labour. ex Rümpler) Papsch - Gymnocalycium × heidiae Neuhuber - Gymnocalycium horstii Buining - Gymnocalycium hossei (Haage) A.Berger - Gymnocalycium hybopleurum (K.Schum.) Backeb. | - Gymnocalycium hyptiacanthum (Lem.) Britton & Rose - Gymnocalycium hyptiacanthum subsp. hyptiacanthum - Gymnocalycium hyptiacanthum subsp. paucicostatum (R.Kiesling) Papsch - Gymnocalycium hyptiacanthum subsp. schroederianum (Osten) Papsch - Gymnocalycium kieslingii O.Ferrari - Gymnocalycium kroenleinii R.Kiesling, Rausch & O.Ferrari - Gymnocalycium leeanum (Hook.) Britton & Rose - Gymnocalycium leptanthum (Speg.) Speg. - Gymnocalycium mackieanum (Hook.) Metzing, Mereg. & R.Kiesling - Gymnocalycium marianae Perea, Ferrari, Las Peñas & R.Kiesling - Gymnocalycium marsoneri Frič ex Y.Itô - Gymnocalycium marsoneri subsp. marsoneri - Gymnocalycium marsoneri subsp. matoense (Buining & Brederoo) P.J.Braun & Esteves - Gymnocalycium megalothelos (Sencke ex K.Schum.) Britton & Rose - Gymnocalycium mesopotamicum R.Kiesling - Gymnocalycium mihanovichii (Frič ex Gürke) Britton & Rose - Gymnocalycium monvillei (Lem.) Britton & Rose - Gymnocalycium monvillei subsp. monvillei - Gymnocalycium monvillei subsp. achirasense (H.Till) H.Till - Gymnocalycium monvillei subsp. brachyanthum (Gürke) H.Till - Gymnocalycium monvillei subsp. horridispinum (Gerhart Frank ex H.Till) H.Till - Gymnocalycium mostii (Gürke) Britton & Rose - Gymnocalycium mucidum Oehme - Gymnocalycium netrelianum (Monv. ex Labour.) Britton & Rose - Gymnocalycium neuhuberi H.Till & W.Till - Gymnocalycium nigriareolatum Backeb. - Gymnocalycium obductum Piltz - Gymnocalycium ochoterenae Backeb. - Gymnocalycium ochoterenae subsp. ochoterenae - Gymnocalycium ochoterenae subsp. herbsthoferianum H.Till & Neuhuber - Gymnocalycium ochoterenae subsp. vatteri (Buining) Papsch - Gymnocalycium oenanthemum Backeb. - Gymnocalycium paediophilum F.Ritter - Gymnocalycium papschii H.Till - Gymnocalycium paraguayense (K.Schum.) Hosseus - Gymnocalycium parvulum (Speg.) Speg. - Gymnocalycium × pazoutianum Hybrid z Gymnocalycium denudatum a Gymnocalycium baldianum; také zvaný kultivar ‘Jan Šuba’. - Gymnocalycium pflanzii (Vaupel) Werderm. - Gymnocalycium pflanzii subsp. pflanzii - Gymnocalycium pflanzii subsp. argentinense H.Till & W.Till - Gymnocalycium pflanzii subsp. dorisiae Amerh. | - Gymnocalycium poeschlii Neuhuber - Gymnocalycium pugionacanthum Backeb. ex H.Till - Gymnocalycium quehlianum (F.Haage ex Quehl) Hosseus - Gymnocalycium ragonesei A.Cast. - Gymnocalycium rauschii H.Till & W.Till - Gymnocalycium riojense Frič ex H.Till & W.Till - Gymnocalycium riojense subsp. riojense - Gymnocalycium riojense subsp. kozelskyanum Schütz ex H.Till & W.Till - Gymnocalycium riojense subsp. paucispinum Backeb. ex H.Till & W.Till - Gymnocalycium riojense subsp. piltziorum Schütz ex H.Till & W.Till - Gymnocalycium ritterianum Rausch - Gymnocalycium robustum R.Kiesling, O.Ferrari & Metzing - Gymnocalycium rosae H.Till - Gymnocalycium saglionis (F.Cels) Britton & Rose - Gymnocalycium saglionis subsp. saglionis - Gymnocalycium saglionis subsp. tilcarense (Backeb.) H.Till & W.Till - Gymnocalycium schickendantzii (F.A.C.Weber) Britton & Rose - Gymnocalycium spegazzinii Britton & Rose - Gymnocalycium spegazzinii subsp. spegazzinii - Gymnocalycium spegazzinii subsp. cardenasianum (F.Ritter) R.Kiesling & Metzing - Gymnocalycium stellatum Speg. - Gymnocalycium stellatum subsp. stellatum - Gymnocalycium stellatum subsp. occultum Frič ex H.Till & W.Till - Gymnocalycium stenopleurum F.Ritter - Gymnocalycium striglianum Jeggle ex H.Till - Gymnocalycium stuckertii (Speg.) Britton & Rose - Gymnocalycium taningaense Piltz - Gymnocalycium terweemeanum (Teucq ex Duursma) Borgmann & Piltz - Gymnocalycium tillianum Rausch - Gymnocalycium uebelmannianum Rausch - Gymnocalycium uruguayense (Arechav.) Britton & Rose - Gymnocalycium valnicekianum Jajó - Gymnocalycium valnicekianum subsp. valnicekianum - Gymnocalycium valnicekianum subsp. prochazkianum (Šorma) H.Till & Amerh. - Gymnocalycium walteri H.Till - Gymnocalycium zegarrae Cárdenas - Gymnocalycium zegarrae subsp. zegarrae - Gymnocalycium zegarrae subsp. millaresii (Cárdenas) H.Till & W.Till |

## Galerie

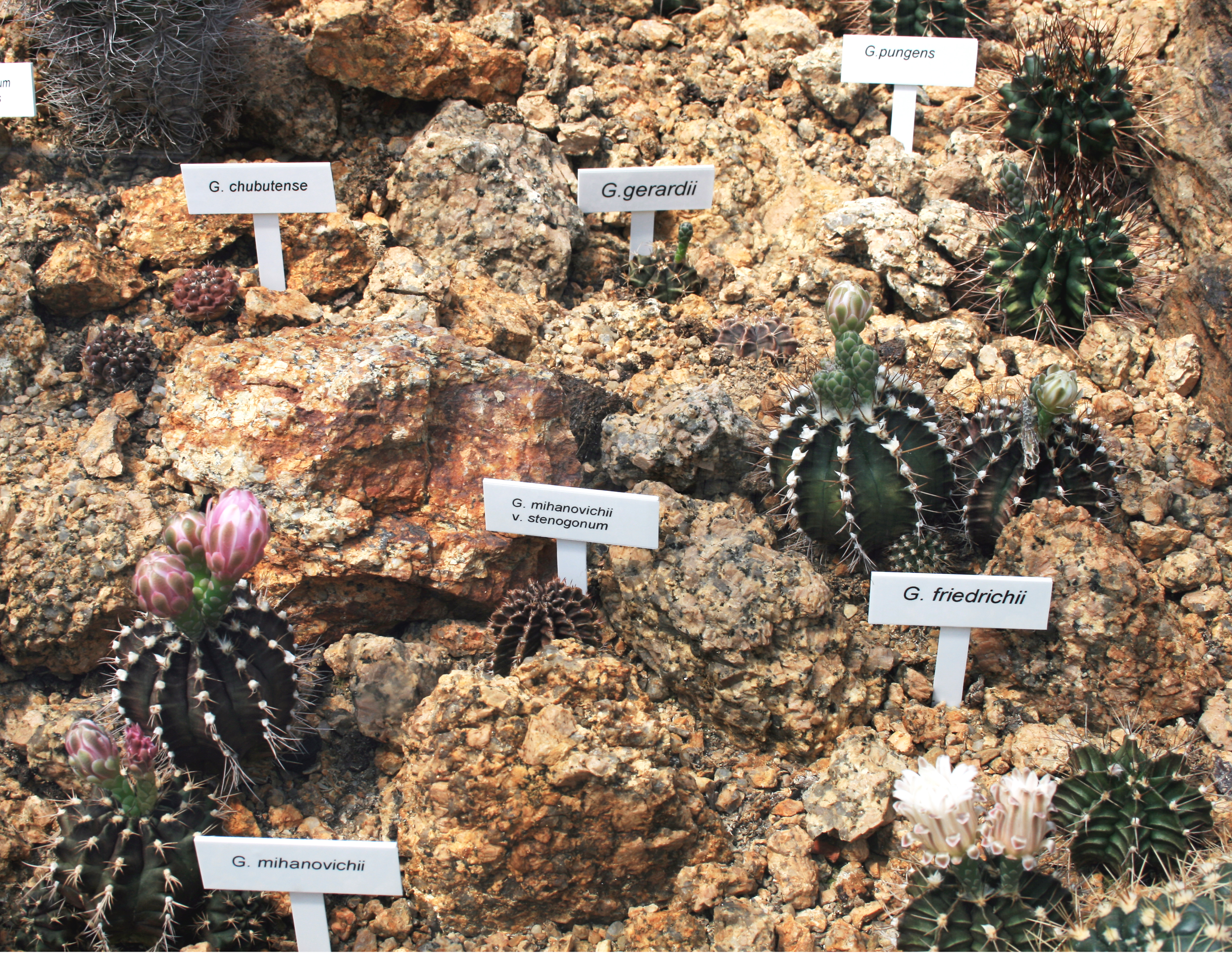
Kaktusy rodu Gymnocalycium z Liberecké botanické zahrady
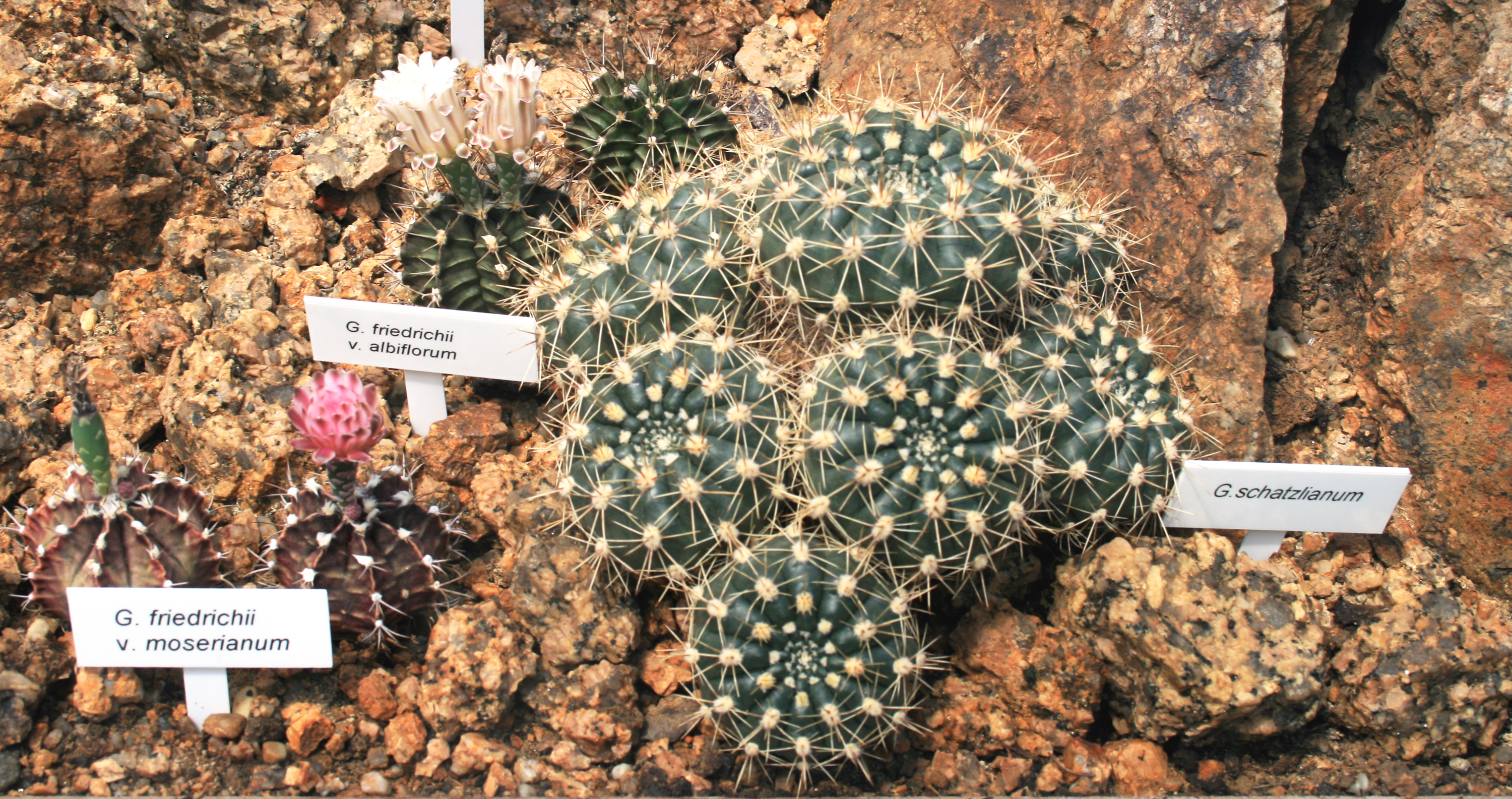
Kaktusy rodu Gymnocalycium z Liberecké botanické zahrady
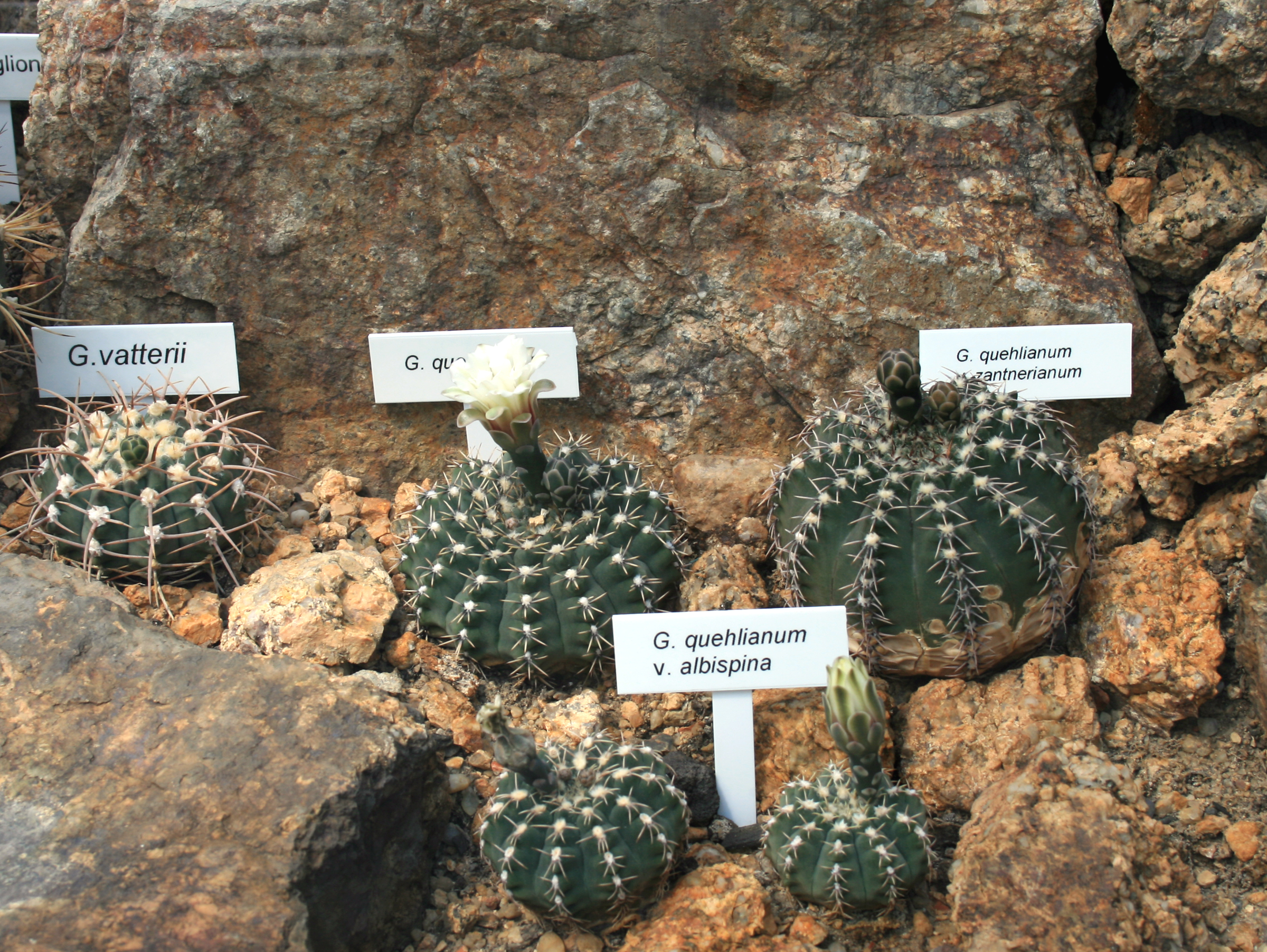
Kaktusy rodu Gymnocalycium z Liberecké botanické zahrady